# The 4:30 Movie
The 4:30 Movie es una próxima película de comedia coming-of-age escrita y dirigida por Kevin Smith y distribuida por Saban Films, quien anteriormente trabajó con Smith en Jay and Silent Bob Reboot de 2019. Se espera que se lance en el verano de 2024.
La película está protagonizada por Austin Zajur, Nicholas Cirillo, Reed Northrup, Ken Jeong, Jason Lee, Kate Micucci, Method Man y la hija de Smith, Harley Quinn Smith . La historia se basa en las experiencias de Smith al infiltrarse en los cines cuando era adolescente y en sus primeros intentos románticos. Fue filmado en Smodcastle Cinemas, un cine de Nueva Jersey propiedad de Smith.

## Argumento
Ambientada en el verano de 1986, la película sigue a tres adolescentes (interpretados por Zajur, Cirillo y Northup) que pasan los fines de semana colándose en el cine local. Cuando uno de los adolescentes invita a la chica de sus sueños, el grupo debe aprender lecciones sobre la vida y el amor.

## Elenco
| Actor              | Personaje           |
| ------------------ | ------------------- |
| Nicholas Cirillo   |                     |
| Austin Zajur       |                     |
| Reed Northrup      |                     |
| Justin Long        | Stank               |
| Jason Lee          | padre de Brian      |
| Rachel Dratch      | madre de Brian      |
| Kate Miccuci       | madre de Melody     |
| Génesis Rodríguez  | Usher               |
| Diedrich Bader     | Damocles            |
| Ken Jeong          | gerente Mike        |
| Sam Richardson     | asesino             |
| Adam Pally         | Emo Usher           |
| Harley Quinn Smith | hermana Sugar Walls |
| Method Man         | Cookie              |
| Siena Agudong      | Melody Barnegat     |
| Betty Aberlin      | Sra. B              |
| Logic              | Astro Blaster       |
| Evelyn Giovine     | Jessica Court       |

## Producción

### Rodaje
El rodaje tuvo lugar a finales de agosto de 2023, y se aprobó el rodaje durante la huelga SAG-AFTRA de 2023.

## Estreno
El 2 de abril de 2024, Smith anunció a través de Instagram que Saban Films compró los derechos de distribución de la película y que se realizará una gira durante todo el verano, seguida de un estreno a nivel nacional.